# Emiratul Cretei

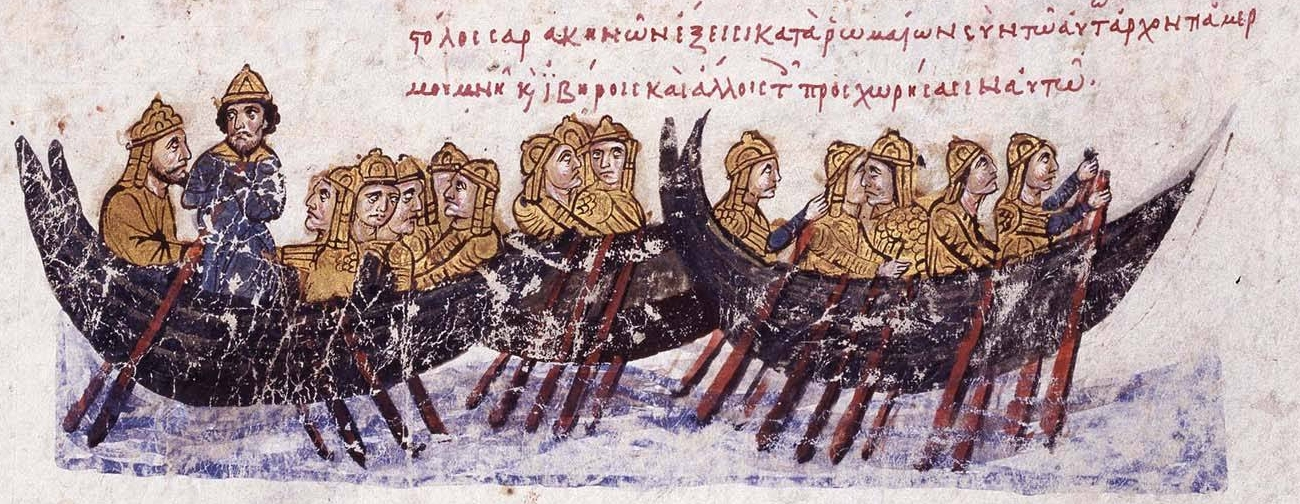
Cucerirea insulei Creta de flote arabe

Emiratul Cretei a fost un stat musulman care a existat pe insula Creta din anii 820 până în 961 când Imperiul Bizantin recucerește insula. Statul a fost întemeiat de un grup de andaluzieni (iberici) exilați. Aceștia au ajuns pe insulă în cca. 824 sau în 827/828 și repede au creat aici un stat independent. Numeroase încercări bizantine de recuperare a insulei s-au finalizat dezastruos și timp de 135 de ani emiratul (numit Iqritish ori Iqritiya de către arabi) a fost un adversar important al bizantinilor. Primul conducător a fost piratul Umar I ibn Hafs în perioada anii 820 – cca. 855 și ultimul a fost Abd al-Aziz ibn Shuayb în 949–961. Regatul a fost desființat de împăratul Nicefor al II-lea Focas care a lansat o amplă campanie militară în anii 960-961.

## Listă de emiri
- Umar ben Hafs ben Shuayb ben Isa al-Ghaliz al-Ikritish 828-855
- Shuayb I ben Umar (greacă: Saipis) 855-880
- Abu Abdallah Umar ben Shuayb (greacă: Babdel) 880-895
- Muhammad ben Shuayb al-Zarkun (greacă: Zerkounis) 895-910
- Yusuf ben Umar 910-915
- Alí ibn Yússuf  915-925
- Ahmad ben Umar 925-940
- Shuayb II ben Ahmad 940-943
- Ali ben Ahmad 943-949
- Abd al-Aziz ben Shuayb (greacă: Kouroupas) 949-961
- Al-Numan ben Abd al-Aziz (greacă: Anemas) 961